# Río Moyle
El río Moyle es un río amazónico boliviano que forma parte del curso alto del río Ichilo, un afluente del río Mamoré. El río discurre por el departamento de Santa Cruz.

## Geografía
El río Moyle nace a una altitud aproximada de 800 m y recorre una longitud de 60 km en sentido noroeste hasta la confluencia con el río Alto Ichilo para formar el río Ichilo (17°20′20″S 64°11′15″O / -17.33889, -64.18750) . Recibe varios afluentes, siendo el más importante el río Colorado.